# Reitzenstein (Oberfranken)
Reitzenstein is een plaats in de Duitse gemeente Issigau, deelstaat Beieren.